# HD 34045
HD 34045，又名BD-14 1074，SAO 150255、HR 1710，是一颗恒星，视星等为6.21，位于銀經215.69，銀緯-28.05，其B1900.0坐标为赤經5h 9m 26.7s，赤緯-14° -28.05′ 24″。